# Kościół św. Katarzyny w Nowym Targu
Kościół świętej Katarzyny – rzymskokatolicki kościół parafialny należący do dekanatu Nowy Targ archidiecezji krakowskiej. Znajduje się na Starym Mieście.

## Historia
Świątynia została ufundowana podczas lokacji miasta na prawie magdeburskim w 1346 roku przez króla Kazimierza Wielkiego. Powstało w tym czasie murowane prezbiterium, które zachowało się do dzisiaj. Pozostała część świątyni była drewniana. Z czasów budowy zachowały się również kamienne kropielnice umieszczone przy wejściach. W 1493 przywilej króla Jana Olbrachta potwierdził uposażenie świątyni. 
W 1601 roku wybuchł pożar, który niemal doszczętnie zniszczył miasto, ocalał jedynie kościół św. Anny i kilka domów. Z kościoła św. Katarzyny zachowało się prezbiterium i zakrystia. W 1606 roku (wg innego źródła 1611) świątynię odbudowano w formie murowanej. Wzniesiono murowaną nawę oraz wieżę, nakrytą barokowym dachem hełmowym. W 1634 roku mieszczanie nowotarscy dobudowali do kościoła kaplicę Najświętszej Maryi Panny Różańcowej, w 1717 roku uzyskała ona własnego kapłana oraz naczynia i szaty liturgiczne. 

We wrześniu 1649 roku biskup krakowski Olbracht Lipnicki dokonał ponownej konsekracji świątyni. W 1656 roku, podczas potopu szwedzkiego, Szwedzi spalili i obrabowali kościół. Rok później budynek spłonął ponownie. W 1668 roku biskup Mikołaj Oborski konsekrował odnowione ołtarze. Pożary trawiły wyposażenie kościoła w latach 1710, 1719 i 1764. W 1765 roku kościół odnowił proboszcz ks. Józef Kazimierz Sawicki, herbu Nowina. Z jego inicjatywy ogrodzono przykościelny cmentarz, zmieniono dach, odnowiono mury kościelne, ozdobiono portalem bramę kościelną i wejście do zakrystii, rozbudowano organy. W 1766 roku kościół rekonsekrował biskup Franciszek Potkański. Kolejny proboszcz ks. Szymon Zamojski, pod koniec XVIII wieku wybudował nową plebanię i budynki gospodarcze. Do kościoła dobudowano niską kruchtę, która powstała na fundamentach starej, spalonej w 1784.  

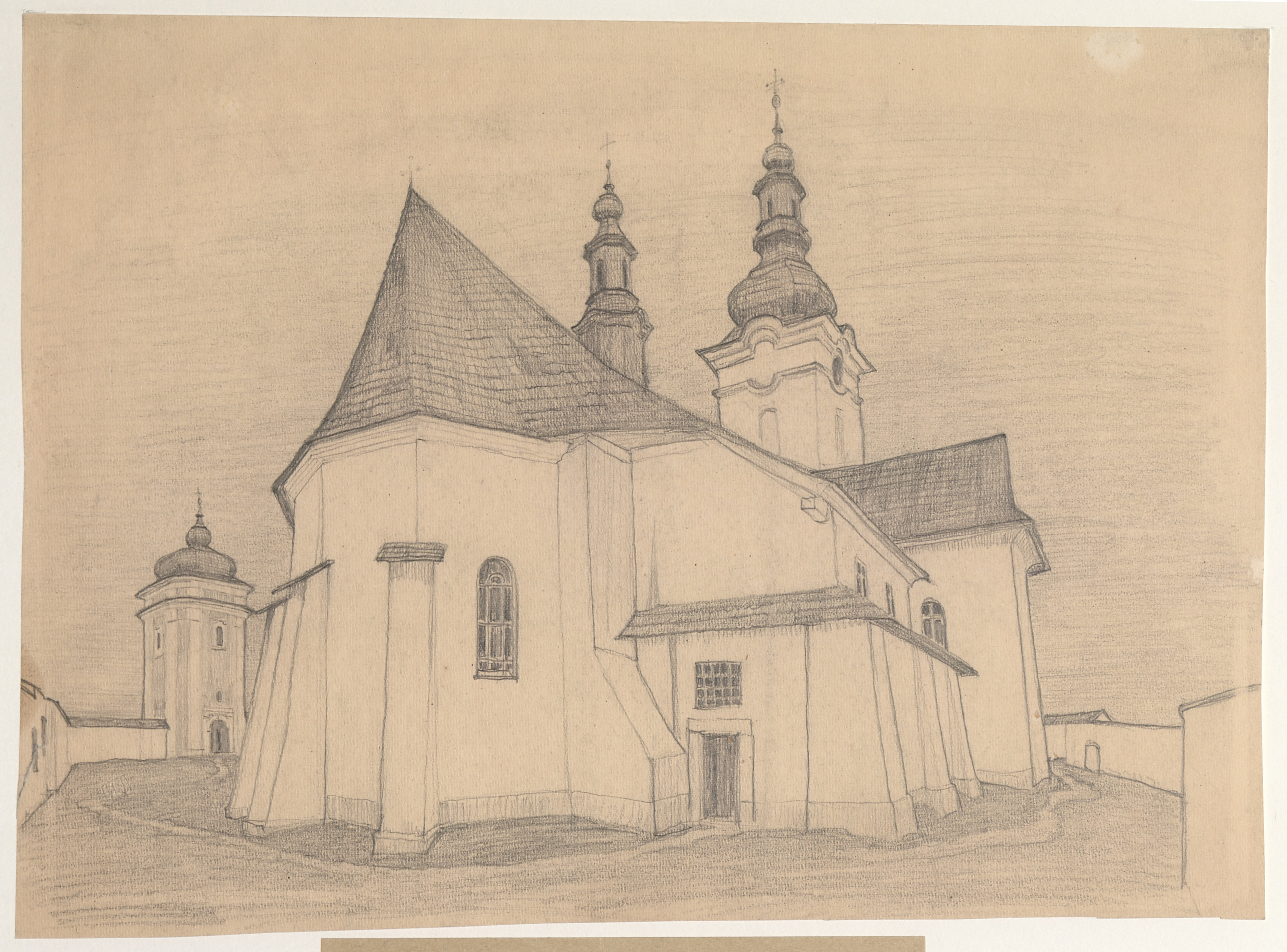
Kościół ok. 1913 na grafice Władysława Skoczylasa

W 1897 roku z inicjatywy proboszcza ks. Michała Wawrzynowskiego odnowiono wszystkie ołtarze. W 1892 roku Władysław Rossowski namalował obraz św. Katarzyny znajdujący się w ołtarzu głównym. Jest on kopią wcześniejszego obrazu, wykonanego przez Leksickiego, który był tak zniszczony, że nie można go było uratować. Odmalowano całą świątynię, położono nową posadzkę i zrekonstruowano organy.  
W 1916 roku skonfiskowano dzwony, celem ich przetopienia na cele wojenne. W 1926 roku przeprowadzono remont kościoła. W 1932 roku zniszczeniu w pożarze uległ barokowy ołtarz św. Józefa, odnowiony w 1938 roku. W 1989 roku przy kościele powstał ogród różańcowy ze źródłem u podnóża groty Matki Bożej Niepokalanej. Rok później z inicjatywy proboszcza ks. Mieczysława Łukaszczyka rozpoczęto remont kościoła w ramach którego odnowiono ołtarze, ambonę i chór, zakupiono nowe ławki i konfesjonały. 

## Architektura

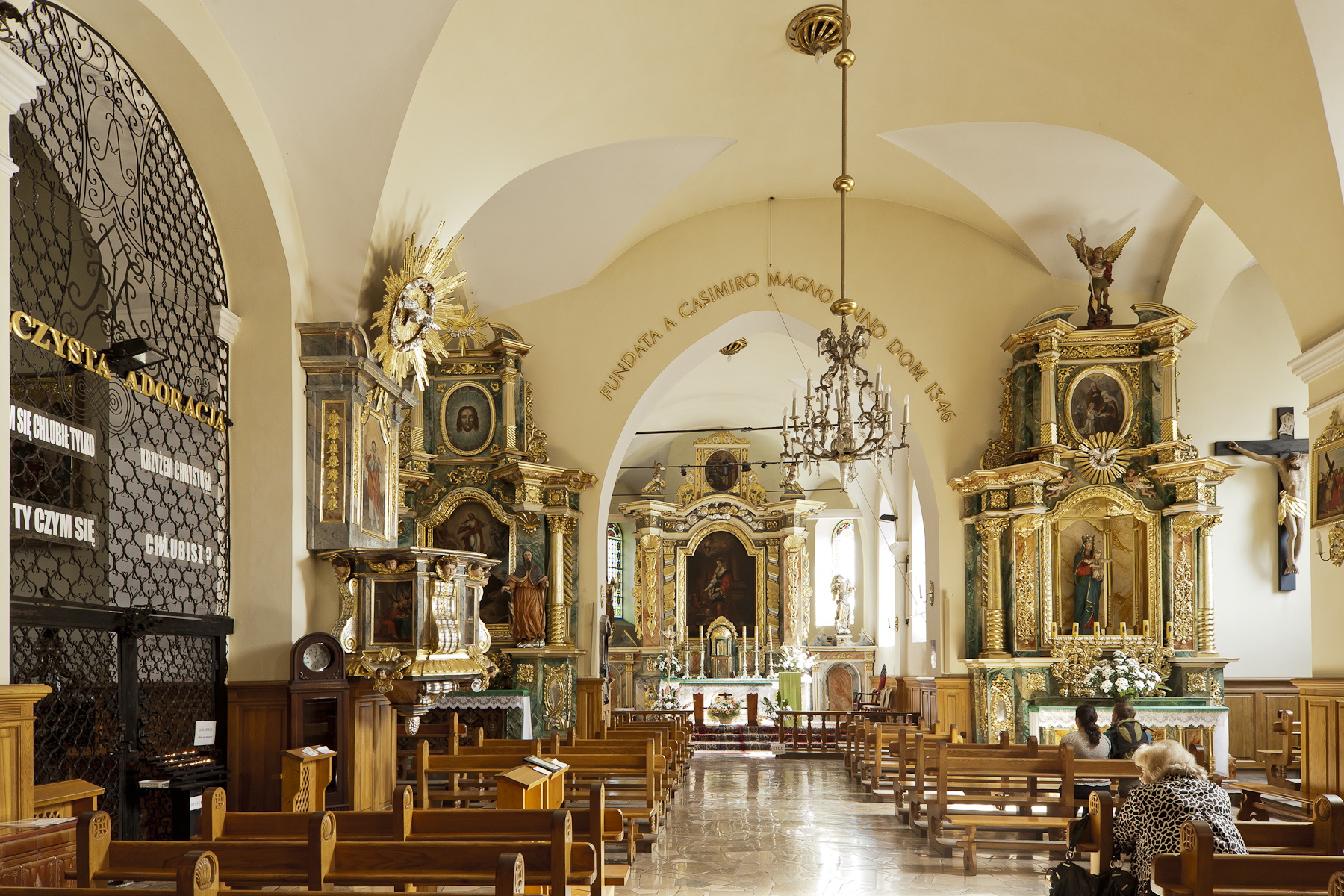
Wnętrze świątyni

Wyposażenie wnętrza pochodzi głównie z czasów baroku, ale szczególną uwagę należy zwrócić na znajdujący się w prezbiterium, nad wejściem do zakrystii, obraz „Matki Boskiej z gruszką”.
Pierwotnie obraz Matki Boskiej z Dzieciątkiem znajdował się w drewnianej świątyni pod wezwaniem świętej Anny, ale ze względów bezpieczeństwa został przeniesiony. Powstał prawdopodobnie w XV wieku i reprezentuje tzw. szkołę małopolską.
Budynek jest otoczony murem, w którym znajduje się wieża z dzwonnicą, przez którą wchodzi się na dziedziniec kościelny. Wewnątrz dzwonnicy umieszczona jest rzeźbiona scena Ukrzyżowania z postaciami Matki Boskiej i św. Jana. We wnęce usytuowanej na zewnętrznej ścianie kościoła, przy wieży zegarowej, znajduje się figuralne przedstawienie Chrystusa Ukrzyżowanego i dwóch złoczyńców. Pod dachem zachowały się fragmenty fryzu sgraffitowego o motywach podhalańskich. 

## Organy
Organy firmy E. Weyland zostały sprowadzone w 2004 roku z Niemiec przez firmę Krzysztofa Jakubowskiego z Wieprza. Wcześniej na tym miejscu znajdował się jednomanuałowy instrument firmy Biernacki. W 2014 roku Andrzej Guziak zamienił dwa głosy pedałowe. W listopadzie 2015 roku odbył się przegląd instrumentu wykonany przez Jana Jamroga z Ochodzy. W 2024 roku Andrzej Guziak wymienił piszczałki głosu Oktave 4’ z cynkowych na cynowe, wymienił głos Feldflöte 2' na Quinte 2 2/3’ , oraz Mixturę 4 f. 1 1/3' na 3 f. 
Dyspozycja instrumentu:
| Manuał I              | Manuał II                | Pedał               |
| --------------------- | ------------------------ | ------------------- |
| 1. Prinzipal 8'       | 1. Gemshorn 8'           | 1. Subbass 16'      |
| 2. Gedackt 8'         | 2. Gedacktflöte 8'       | 2. Oktavbass 8'     |
| 3. Oktave 4'          | 3. Prinzipal 4'          | 3. Quint bas 5 1/3' |
| 4. Rohrflöte 4'       | 4. Querflöte 4'          | 4. Choralbass 4'    |
| 5. Quinte 2 2/3’      | 5. Oktave 2'             | 5. Pousone 16'      |
| 6. Mixtur 4 f. 1 1/3' | 6. Sesquialter 3 f. ab g |                     |
| 7. Trompete 8'        | 7. Quinte 1 1/3'         |                     |
|                       | 8. Scharf 3-5 fach 2/3'  |                     |